# Republiken Serbien (1992–2006)
Republiken Serbien (serbokroatiska: Република Србија, Republika Srbija) var en federal enhet inom dåvarande Förbundsrepubliken Jugoslavien åren 1992-2003 och en delstat inom unionen Serbien och Montenegro åren 2003-2006. Genom upplösningen av unionen med Montenegro 2006, blev både Serbien och Montenegro helt självständiga.
Kosovo hade en ifrågasatt status i detta. Det ansågs av en del som en del av Serbien medan andra grupper eftersträvade självständighet.

### Fotnoter
1. ↑  ”Serbia” (på engelska). World Statesmen. http://www.worldstatesmen.org/Serbia.html. Läst 7 november 2014.
2. ↑  ”Montenegro” (på engelska). World Statesmen. http://www.worldstatesmen.org/Montenegro.html. Läst 7 november 2014.